# Dürrlauingen
Dürrlauingen è un comune tedesco di 1 697 abitanti, situato nel land della Baviera.